# Ingrid Buck
Ingrid Buck (* 10. Dezember 1913 in Aurich; † 15. Mai 1996 ebenda) war eine deutsche Volkskundlerin.

## Leben und Wirken
Ingrid Buck war eine Tochter von Albrecht Neddersen und hatte zwei jüngere Schwestern. Ihr Vater arbeitete als praktischer Arzt und Chirurg und war in der Region um Aurich sehr bekannt. Sie reiste mit ihrem Vater oft zu dessen Patienten und lernte so Land und Leute kennen. Später galt sie als „Neddersen sien Ollste“ und konnte häufig das Renommee und die Vertrauenswürdigkeit ihres Vaters für sich nutzen.
Buck erhielt eine höhere Schulbildung und heiratete den Landgerichtsrat Ernst-August Buck, mit dem sie eine Tochter hatte. Ihr Ehemann starb 1944 aufgrund einer Kriegsverletzung. Als alleinstehende Mutter mit einer kleinen Tochter hatte Buck keinen Beruf erlernt. Ihr Vater übertrug ihr die Aufgabe, den großen Nachlass seines Freundes Johann de Pottere zu ordnen, der das letzte Mitglied einer bekannten ostfriesischen Familie gewesen war. Somit entstand ein Kontakt zur Ostfriesischen Landschaft, die den Nachlass geerbt hatte.
1953 besuchte Buck einen Heimatpflegelehrgang der Ostfriesischen Landschaft, der zur Basis für ihre folgenden Arbeiten als Volkskundlerin wurde. Die Referentin Martha Bringemeier von der Volkskundlichen Kommission in Westfalen regte Buck dazu an, ein volkskundliches Archiv für Ostfriesland anzulegen. Diese Aufgabe übernahm eine von Landschaftsrat Jan van Dieken geleitete Arbeitsgruppe. Buck gehörte der Gruppe seit deren Gründung an und übernahm die laufende Geschäfte. Sie lernte für diese Arbeit zunächst bei der Volkskundlichen Kommission in Münster. Martha Bringmeier riet ihr zu einem Aufenthalt in Schweden, wo die Volkskundler seinerzeit vorbildlich und richtungsweisend arbeiteten. Die Schweden versuchten, Ereignisse in Raum, Zeit und soziale Geschichten einzuordnen, während die Nationalsozialisten die Volkskunde missbraucht und versucht hatten, einem Kontinuitätsgedanken folgend Sachverhalte auf das Germanentum zurückzuführen.
Im Sommer 1954 besuchte Buck die Universität Lund, Göteborg, Uppsala und Stockholm und beschäftigte sich mit den dortigen Sammlungen und Ausstellungen. Ähnlich der schwedischen Arbeitsmethode und im Austausch mit der Volkskundlichen Kommission in Münster entstanden in Ostfriesland Fragebögen zu mehreren Themenfeldern der Volkskultur. Dazu gehörten unter anderem Bräuche im Lebens- und Jahreslauf, Kleidung, Ernährung, die Wohnsituation, das Handwerk, Landwirtschaft oder Transportmittel. Viele Mitglieder der Arbeitsgruppen aus ganz Ostfriesland trugen über mehrere Jahre dazu bei, dass ein umfangreiches Archiv entstand.
1968 verließ Jan van Dieken das Gremium. Buck folgte auf ihn als erste zur Landschaftsrätin gewählte Frau. Somit leitete sie auch die volkskundliche Arbeitsgruppe, die nicht nur Daten sammelte, sondern sich auch der praktischen Brauchtumspflege annahm. Sie besuchte zahlreiche Veranstaltungen, Osterfeuer und Maibaumsetzungen, Brautpfadlegungen, Martinisingen, Boßel- und Klootschießerwettkämpfe. Außerdem rief sie Schlittschuhläufe auf dem Großen Meer ins Leben und organisierte diese ebenso wie Spinnkurse.
Buck informierte über die Resultate der Fragebögen in Form kleinerer Ausstellungen, gab mehrere Broschüren heraus und gab viele Vorträge. Hinzu kamen ein von ihr geschaffenes Bildarchiv, ein  Film über den Anbau von Buchweizen in Ostfriesland, eine mundartliche Wortkartei sowie eine große Sachgutsammlung. Das Archiv befindet sich heute in der Bibliothek der Ostfriesischen Landschaft, die Sachgutsammlung ging an mehrere Museen in Ostfriesland, größtenteils an das Historische Museum in Aurich und das Ostfriesische Landwirtschaftsmuseum von Campen.

## Ehrungen und Auszeichnungen
- 1988: Ubbo-Emmius-Medaille